# Andrea Giambruno
Andrea Salvatore Giambruno (Milano, 7 maggio 1981) è un giornalista, conduttore televisivo e autore televisivo italiano.

## Biografia
Andrea Salvatore Giambruno è nato il 7 maggio 1981 a Milano, da Flavia ed Elio Giambruno, commerciante.
Dopo essersi diplomato presso il liceo scientifico statale Paolo Frisi di Monza, ha deciso di iscriversi presso la facoltà di filosofia dell'Università Cattolica del Sacro Cuore di Milano e dopo alcuni anni ha conseguito la laurea. Una volta terminati gli studi, nei primi anni Duemila, ha iniziato a fare i suoi primi passi nel mondo del giornalismo televisivo per Telenova, in cui ha lavorato fino al 2009 quando è stato chiamato da Mediaset. Nel corso degli anni si è specializzato come autore in vari programmi televisivi e come conduttore di telegiornali, tra i quali vi sono: Matrix, Quinta colonna, Mattino Cinque, Stasera Italia, TGcom24 e Studio Aperto. Con lo pseudonimo "Arnaldo Magro" ha tenuto per anni la rubrica Segretissimo sul quotidiano Il Tempo.
Nel 2023 è diventato conduttore della rubrica del TG4 Diario del giorno, di cui è stato anche autore. Ad ottobre dello stesso anno è però costretto a rinunciare alla conduzione del programma a causa di frasi e gesti volgari e sessisti rivolti ad alcune colleghe di lavoro.

## Vita privata
Dal 2014 al 2023 Andrea Giambruno è stato legato sentimentalmente a Giorgia Meloni, conosciuta nel 2014 nell'ambito di una partecipazione di lei a un programma di Mediaset. Nel 2016 i due hanno avuto una figlia, Ginevra. Quando la sua compagna viene nominata Presidente del Consiglio nell'ottobre 2022, Giambruno inizia ad accompagnarla in molti impegni istituzionali. Ha rivelato di aver votato sempre a sinistra (sebbene abbia in seguito smentito) e la sua compagna Meloni ha aggiunto di aver litigato alle volte con lui su alcuni argomenti su cui erano in disaccordo (Giambruno si sarebbe detto favorevole alle unioni omosessuali e alle relative adozioni, oltre alla legalizzazione della cannabis).
Il 20 ottobre 2023, a seguito dell'eco mediatica innescata da alcune polemiche, la Presidente del Consiglio Giorgia Meloni ha confermato che la loro relazione era già da tempo terminata.

## Controversie
Durante la conduzione del programma Diario del giorno, ha suscitato alcune polemiche per aver assunto posizioni controverse in merito ai temi dell'immigrazione, della violenza sessuale e del riscaldamento globale.
Il 18 ottobre 2023 il giornalista finisce al centro di un caso mediatico di rilevanza nazionale scatenato da alcune frasi volgari e sessiste e avances sessuali nei confronti di una collega presente in redazione, ripresi da Striscia la notizia nei due giorni successivi. Dopo il rapido sviluppo della vicenda e con ulteriori fuori-onda trapelati il 19 ottobre, il 20 ottobre Giorgia Meloni ha annunciato che la sua relazione con Giambruno era terminata.
In seguito alle critiche per il suo comportamento, Giambruno decide di auto-sospendersi per una settimana dalla conduzione di Diario del giorno, venendo sostituito da Elena Tambini, Manuela Boselli e da Luigi Galluzzo. In un primo momento Mediaset annuncia la valutazione di provvedimenti disciplinari e il giornalista viene segnalato dal Consiglio dell'Ordine dei giornalisti della Lombardia al proprio Consiglio di disciplina territoriale. In seguito Giambruno concorda con l'azienda di lasciare definitivamente la conduzione del programma, senza che Mediaset infligga ulteriori sanzioni.

## Programmi televisivi
- Studio Aperto (Italia 1, 2020-2022)
- TGcom24
- Diario del giorno (Rete 4, 2023)

### Autore televisivo
- Matrix (Canale 5)
- Quinta colonna (Rete 4)
- Mattino Cinque (Canale 5)
- Stasera Italia (Rete 4)
- TGcom24
- Studio Aperto (Italia 1)
- Diario del giorno (Rete 4)